# Paolo Fabbri (semiologo)
Paolo Fabbri (Rimini, 17 aprile 1939 – Rimini, 2 giugno 2020) è stato un semiologo italiano.
La sua attività intellettuale spaziò campi molteplici: dal linguaggio alle arti, dalla comunicazione alla filosofia, dalla sociologia alla epistemologia.

## Carriera universitaria
Laureatosi nel 1962 presso l'Università di Firenze, Fabbri si trasferì a Parigi, dove nel 1965-66 frequentò l'École Pratique des Hautes Études (EPHE), in particolare i corsi di Roland Barthes, Lucien Goldmann e Algirdas Julien Greimas. Questo contatto con la semiotica strutturale francese sarà destinato a costituire una prospettiva teorico-metodologica di cui sarebbe diventato uno dei più attivi ricercatori.
Al ritorno in Italia, insegnò Semiotica con Umberto Eco all'Università di Firenze, Facoltà di Architettura, 1966-67, poi come professore incaricato di Filosofia del linguaggio presso l'Istituto di Lingue dell'Università di Urbino (dal 1967 al 1976), dove fondò, con Carlo Bo e Giuseppe Paioni nel 1970 il Centro Internazionale di Semiotica e di Linguistica: la prima scuola di semiotica nel panorama internazionale, dopo quella di Tartu (Estonia) creata da Jurij Lotman.
Nel 1977 Fabbri iniziò la sua attività di insegnamento presso l'Università di Bologna, dove tenne fino al 2002 l'insegnamento di Semiotica delle Arti presso il corso di laurea in Discipline delle Arti, della Musica e dello Spettacolo (DAMS), di cui sarà presidente dal 1998 al 2001.
Tra il 1986 e il 1990 insegnò Semiotica, in qualità di professore straordinario, presso la Facoltà di Magistero dell'Università di Palermo.
Dal 2003 al 2009 fu professore ordinario di Semiotica dell'Arte e Letteratura artistica presso la Facoltà di Design e Arti, Università IUAV di Venezia.
Dal 2017 al 2020 fu professore onorario presso l'Universidad de Santiago (Cile) e presso l'Universidad de Lima (Perù).
Fabbri assunse negli anni numerosi incarichi di insegnamento nelle università italiane di Firenze, Milano, Siena, Roma e all'estero presso Paris V, Paris IV Sorbonne e l'École des Hautes Études en Sciences Sociales (EHESS) di Parigi, le università di UC Berkeley, Toronto, UC San Diego, UCLA (Speroni Chair), Barcellona, Brisbane, Madrid, Bilbao, São Paulo, Buenos Aires, Bogotà, Lima, Istanbul, Ciudad de Mexico e altre ancora. A questa attività didattica si affiancò la partecipazione a congressi nazionali e internazionali, nonché l'assidua collaborazione a seminari di ricerca come quelli di Semantica Generale diretti con Greimas presso l'EHESS di Parigi (dal 1984 al 1991) come directeur d'Etudes associé e del Collège international de Philosophie, come directeur de programme associé, nonché quelli organizzati per il Centro Internazionale di Semiotica e di Linguistica dell'Università di Urbino.
Insegnò Semiotica dell'Arte presso il Master of Arts della LUISS (Libera Università Internazionale di Studi Sociali) di Roma. Fu direttore dal 2013 al 2020 del Centro internazionale di Scienze Semiotiche (CiSS) dell'Università di Urbino di cui curava le pubblicazioni.

## Riviste e incarichi
Fabbri scrisse libri e articoli, oltre a tradurre opere sui problemi del linguaggio e della comunicazione, in più lingue (francese, inglese, spagnolo, portoghese, tedesco, lituano, polacco, greco, arabo).
Diresse le seguenti collezioni editoriali: Insegne (con Gianfranco Marrone), Mimesis Edizioni, Milano; La tradizione del nuovo, Luca Sossella editore, Roma; Teoria della Cultura (con Francesco Marsciani), Progetto Leonardo, Società Editrice Esculapio, Bologna;  Biblioteca/Semiotica (con Gianfranco Marrone), Meltemi Editore, Roma. Inoltre, dirige la rivista: La ricerca semiotica, Quaderni del Centro Internazionale di Studi Interculturali di Semiotica e Morfologia (CISISM), Università di Urbino.
Fece parte del comitato direttivo della rivista letteraria Il Verri, Milano.
Dal 2001 al 2005 collaborò al quotidiano l'Unità curando la rubrica settimanale Parole, parole, parole.
Fece parte del comitato scientifico o editoriale di numerose istituzioni nazionali e internazionali, dirigendo tra l'altro dal 1992 al 1996 l'Istituto Italiano di Cultura di Parigi. Dal 1996 al 1997 fu direttore del Mystfest (Festival Internazionale del Giallo e del Mistero) di Cattolica e, dal 1999 al 2001, consigliere scientifico del Prix Italia (RAI - TV). Fu anche presidente del Festival dei Popoli di Firenze dal 2000 al 2004 e presidente dell'Institut de la Pensée Contemporaine dell'Université de Paris VII "D. Diderot" dal 2004 al 2006. Dal 2011 al 2013 Fu direttore della Fondazione Federico Fellini di Rimini. In precedenza era stato direttore scientifico della rivista internazionale FMR (ART'E, Bologna), dal 2003 al 2004.

## Opere principali

### Studi in volume
- Tactica de los signos, Barcellona: Gedisa Editore, 1996, 19992.
- La svolta semiotica, Roma-Bari: Laterza, 1998, 20033.
- Elogio di Babele, Roma: Meltemi Editore, 2000, 20033.
- (con Gianfranco Marrone), Semiotica in nuce. Volume I. I fondamenti e l'epistemologia strutturale, Roma: Meltemi Editore, 2000.
- (con Gianfranco Marrone), Semiotica in nuce. Volume II. Teoria del discorso, Roma: Meltemi Editore, 2001.
- Segni del tempo. Un lessico politicamente scorretto, Rimini: Guaraldi, 2003; Roma: Meltemi Editore, 2004.
- Fellinerie. Incursioni semiotiche nell'immaginario di Federico Fellini, Rimini: Guaraldi, 2011.
- L’efficacia semiotica. Risposte e Repliche, Milano: Mimesis, 2017.
- Elogio del conflicto, Madrid: Sequitur, 2017.

### Curatele
- (con Jean Petitot), Nel nome del senso. Intorno all'opera di Umberto Eco, Milano: Sansoni, 2001
- Valerio Adami. Opere 1990-2000, Verona: Skira, 2001
- René Thom, Morfologia del semiotico, Roma: Meltemi Editore, 2006
- Algirdas Julien Greimas e Joseph Courtés, Semiotica. Dizionario ragionato di teoria del linguaggio, Milano: Bruno Mondadori Editore, 2007
- Jean-Claude Coquet, Le istanze enuncianti, Milano: Bruno Mondadori Editore, 2008
- Émile Benveniste, Essere di parola, Milano: Bruno Mondadori Editore, 2009
- Nelson Goodman, Arte in teoria, arte in azione, Milano: Et al. Editore, 2010
- Nelson Goodman, Ripensamenti in filosofia, altre arti e scienze, Milano: Et al. Editore, 2011
- François Jullien, L'ansa e l'accesso. Strategie del senso in Cina, Grecia, Milano, Mimesis Edizioni, 2011.
- (con Tiziana Migliore), The Architectures of Babel, Firenze: Leo S. Olschki, 2011
- (con Isabella Pezzini), Pinocchio. Nuove avventure tra segni e linguaggi, Milano: Mimesis Edizioni, 2012
- (con Dario Mangano), La competenza semiotica. Basi di teoria della significazione, Roma: Carocci Editore, 2012
- (con Mario Guaraldi), Federico Fellini, Il Libro dei miei sogni, e-book, Rimini: Guaraldi, 2012